# Lubis
Lubis is een bestuurslaag in het regentschap Tapanuli Utara van de provincie Noord-Sumatra, Indonesië. Lubis telt 707 inwoners (volkstelling 2010).